# چاپخانه

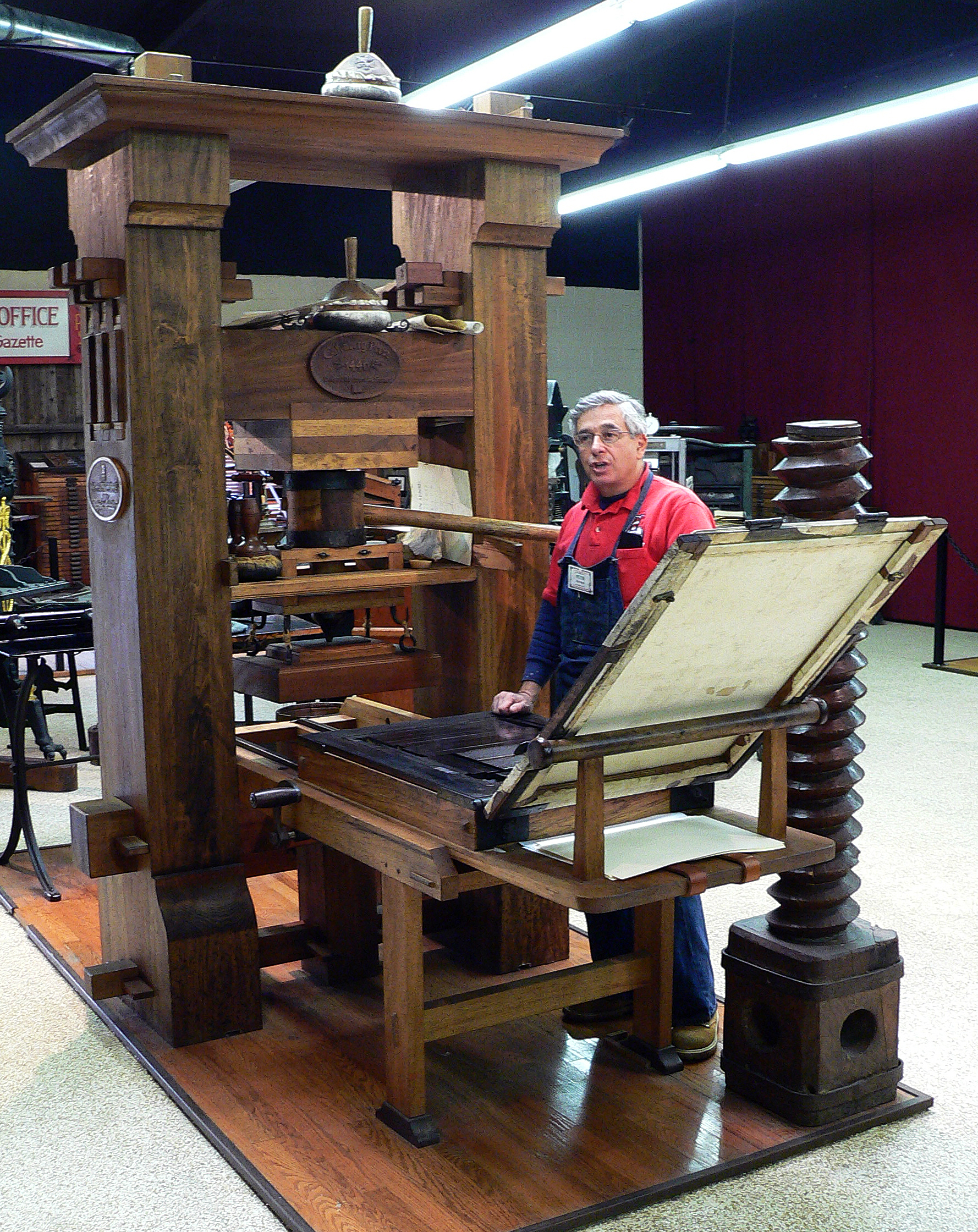
چاپگر سنتی

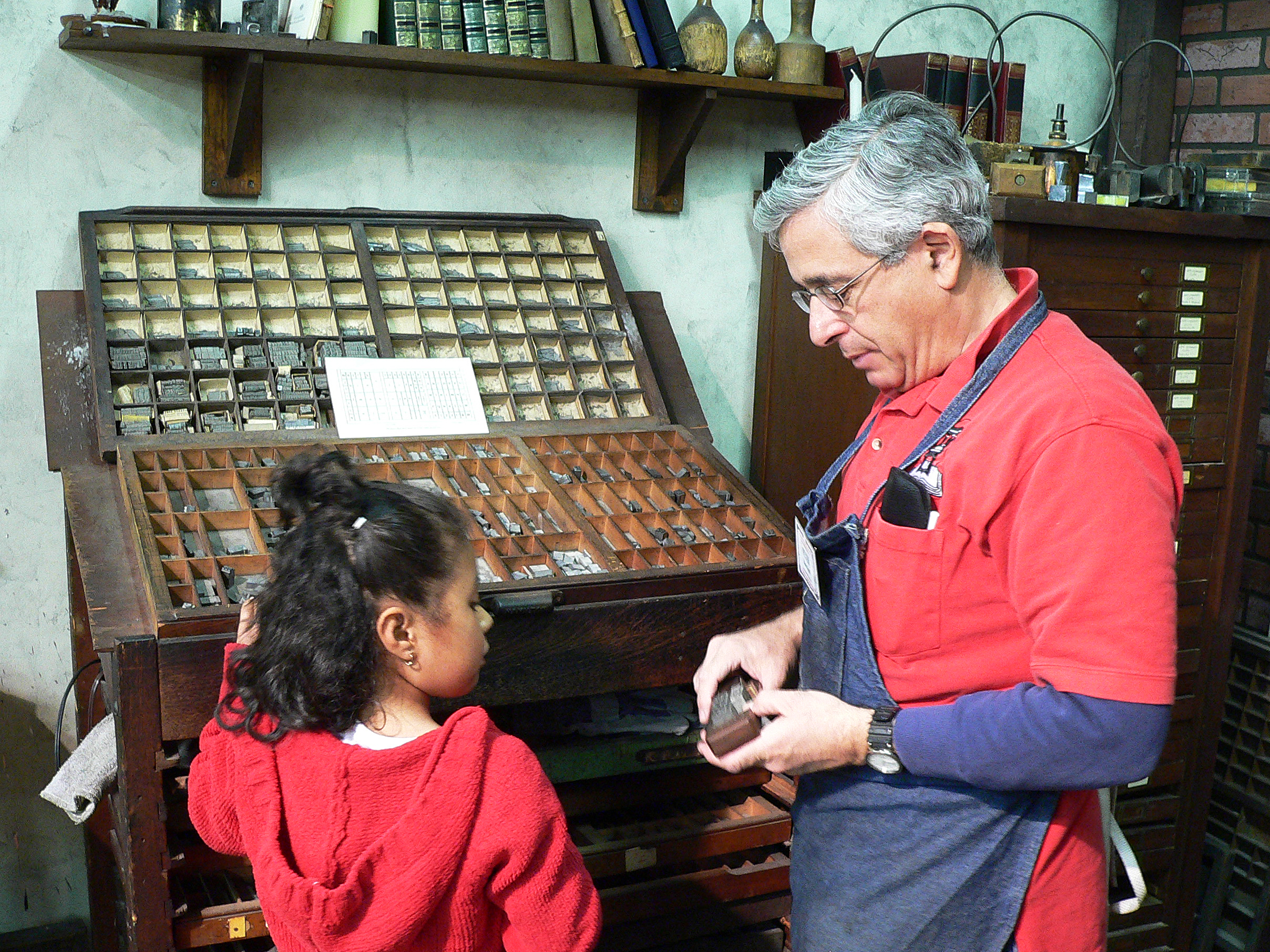
یک حروف چین

چاپخانه مکانی است که در آن فرایند چاپ انواع متون، تصاویر و طرح‌ها بر روی انواع سطوح مانند کاغذ، مقوا، پارچه، پلاستیک و غیره انجام می‌شود. در چاپخانه انواع دستگاه‌های چاپ، صحافی، برش و تکمیل وجود دارد که هرکدام وظیفه خاصی در روند تولید محصولات چاپی دارند. چاپخانه‌ها می‌توانند در ابعاد کوچک تا بسیار بزرگ فعالیت کنند. خدماتی که یک چاپخانه ارائه می‌دهد شامل چاپ کتاب، روزنامه، مجله، بروشور، کارت ویزیت، بسته‌بندی و محصولات تبلیغاتی است. کارکنان چاپخانه شامل اپراتورهای دستگاه، طراحان گرافیک، صحاف و دیگر افراد فنی هستند. کیفیت و سرعت کار در چاپخانه‌ها به نوع ماشین‌آلات و مهارت نیروی انسانی بستگی دارد. چاپخانه‌ها نقش اساسی در نشر، تبلیغات، فرهنگ‌سازی و اطلاع‌رسانی بر عهده دارند. برخی چاپخانه‌ها به‌صورت اختصاصی در یک زمینه مانند چاپ صنعتی یا تبلیغاتی فعالیت می‌کنند. پیشرفت فناوری دیجیتال موجب تحول در چاپخانه‌ها شده و فرایندها را ساده‌تر کرده است. چاپخانه‌ها حلقه واسط تبدیل ایده‌های گرافیکی به محصولات واقعی چاپ‌شده هستند.

## نوشته‌های چاپ شده
- کتاب
- کتابچه
- مجله (ژورنال)
- روزنامه
- بروشور (کاتالوگ)